# 毕宿增二
金牛座31，又名BD+06 594，HD 24263、SAO 111469、HR 1199，是金牛座的一颗恒星，视星等为5.67，位于銀經182.07，銀緯-34.88，其B1900.0坐标为赤經3h 46m 40.2s，赤緯+6° -34.88′ 4″。